# Vogelschutzgebiet Königsforst
Vogelschutzgebiet Königsforst este o arie protejată (arie de protecție specială avifaunistică — SPA) din Germania întinsă pe o suprafață de 2.517,26 ha, integral pe uscat.

## Localizare
Centrul sitului Vogelschutzgebiet Königsforst este situat la coordonatele 50°55′43″N 7°09′29″E / 50.9286°N 7.1581°E.

## Înființare
Situl Vogelschutzgebiet Königsforst a fost declarat arie de protecție specială avifaunistică în decembrie 2004 pentru a proteja 7 specii de animale.

## Biodiversitate
Situată în ecoregiunea continentală, aria protejată nu include niciun habitat protejat.
La baza desemnării sitului se află mai multe specii protejate de  păsări (7): pescăruș albastru (Alcedo atthis), ciocănitoarea de stejar (Dendrocopos medius), ciocănitoare neagră (Dryocopus martius), șoimul rândunelelor (Falco subbuteo), gaia roșie (Milvus milvus), viespar (Pernis apivorus), ciocănitoare verzuie (Picus canus).